# Нотобранх Рахова
Нотобранх Рахова  (лат. Nothobranchius rachovii) — вид променеперих риб сімейства нотобранхієвих. Мешкає у Східній Африці (Мозамбік). Розмір дорослих риб сягає 6 см.
Типове забарвлення риб — червоного чи синього кольору. "Червоний" варіант має яскраво-червону голову з бірюзовими відблисками. У 1984 році в Національному парку Крюгера були виявлені види темнішого (чорнішого) забарвлення. Самки мають більш нейтральне забарвлення — коричнево-сірі з зеленою райдужною. Це через статевий диморфізм серед цих риб.

## Середовище проживання

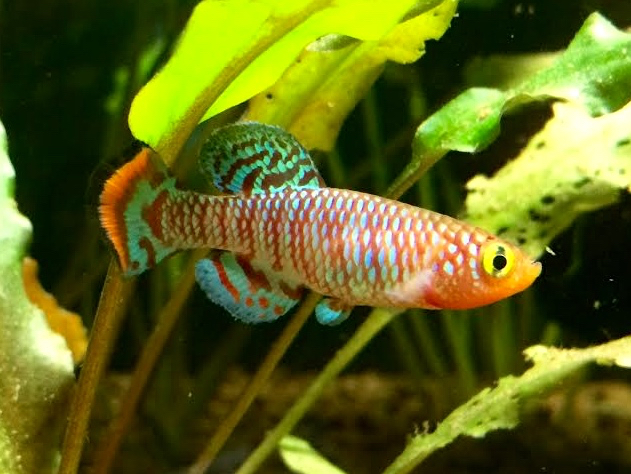
Дорослий самець
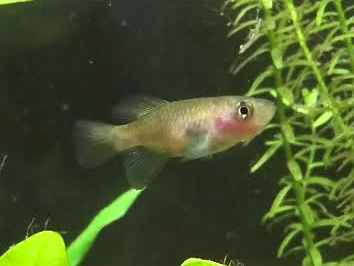
Доросла самка

Мешкає в сезонних заплавах, ставках і струмках, які можуть повністю висихати.

## Утримання в акваріумах
Нотобранхов краще утримувати в неглибоких акваріумах окремо від інших риб. На кожного самця має припадати дві-чотири самки. Як ґрунт потрібно використовувати крупнозернистий пісок і торф. В акваріум бажано помістити корчі та засадити його великою кількістю рослин. Вода має бути м'якою, слабокислою або нейтральною, з температурою 20-24 °C. Корм краще живий.